# Săn nô lệ
Săn nô lệ (tiếng Hàn: 추노; Romaja: Chuno) là một phim truyền hình Hàn Quốc 2010 lấy bối cảnh Triều đại Joseon  Phim được phát sóng trên KBS2 từ 6 tháng 1 đến 25 tháng 3 năm 2010 vào thứ tư và thứ năm hàng tuần lúc 21:55 gồm 24 tập.

## Phân vai

### Nhân vật chính
- Jang Hyuk vai Lee Dae-gil[6][7][8]
- Oh Ji-ho vai Song Tae-ha[9][10][11]
- Lee Da-hae vai Un-nyun / Kim Hye-won[12][13]
- Gong Hyung-jin vai Eop-bok
- Lee Jong-hyuk vai Hwang Chul-woong
- Han Jung-soo vai Janggoon Choi ("General Choi")[14][15]
- Kim Ji-seok vai Wang-son ("big hand")[16]
- Sung Dong-il vai Chun Ji-ho
- Kim Eung-soo vai Lee Gyeong-sik
- Kim Ha-eun vai Seol-hwa

### Nhân vật phụ
- Min Ji-ah vai Cho-bok[17]
- Yoon Gi-won vai Won Ki-yoon
- Danny Ahn vai Baek-ho
- Yoon Ji-min vai Yoon-ji
- Jo Jae-wan vai Keun-nom / Kim Seong-hwan
- Ahn Suk-hwan vai Hwabaek Bang
- Lee Han-wi vai Pogyo Oh
- Yoon Mun-sik vai Horse doctor
- Jo Mi-ryung vai Keun Jumo
- Yoon Joo-hee vai Jakeun Jumo
- Cho Jin-woong vai Kwak Han-seom
- Park Ki-woong vai Geu boon
- Kim Young-ae vai Mogabi
- Kim Kap-soo vai vua Injo
- Ha Si-eun vai Lee Sun-young (vợ của Chul-woong)
- Jo Sung-il vai Lee Kwang-jae
- Kim Jin-woo  vai Lee Seok-gyeon
- Lee Dae-ro vai Im Yeong-ho
- Choi Deok-moon vai Seonbi Jo
- Joo Da-young vai Eun-sil
- Ahn Gil-kang vai Jjak-gui ("one ear")
- Yoon Jin-ho vai Park Jong-soo
- Kim Young-ok vai mẹ của Chul-woong
- Song Seo-yeon vai Kisaeng Chan
- Go Joon-hee vai Je-ni
- Lee Dae-yeon vai Bhikkhu Myung-ahn
- Jo Hee-bong vai Kkeut-bong
- Sa Hyun-jin vai Jang Pil-soon

## Ratings
| Ngày       | Tập        | Toàn quốc   | Seoul       |
| ---------- | ---------- | ----------- | ----------- |
| 2010-01-06 | 1          | 22.9% (4th) | 23.8% (3rd) |
| 2010-01-07 | 2          | 24.8% (2nd) | 25.3% (3rd) |
| 2010-01-13 | 3          | 27.2% (2nd) | 27.6% (3rd) |
| 2010-01-14 | 4          | 30.8% (2nd) | 31.4% (2nd) |
| 2010-01-20 | 5          | 30.3% (2nd) | 31.0% (1st) |
| 2010-01-21 | 6          | 33.7% (1st) | 34.9% (1st) |
| 2010-01-27 | 7          | 31.6% (1st) | 31.7% (1st) |
| 2010-01-28 | 8          | 33.5% (1st) | 34.3% (1st) |
| 2010-02-03 | 9          | 34.6% (1st) | 35.2% (1st) |
| 2010-02-04 | 10         | 35.0% (1st) | 35.8% (1st) |
| 2010-02-10 | 11         | 32.5% (1st) | 32.6% (1st) |
| 2010-02-11 | 12         | 33.9% (1st) | 34.0% (1st) |
| 2010-02-17 | 13         | 32.5% (1st) | 32.4% (1st) |
| 2010-02-18 | 14         | 31.9% (1st) | 31.7% (1st) |
| 2010-02-24 | 15         | 31.9% (1st) | 32.2% (1st) |
| 2010-02-25 | 16         | 33.4% (1st) | 33.6% (1st) |
| 2010-03-03 | 17         | 31.6% (1st) | 31.8% (1st) |
| 2010-03-04 | 18         | 33.8% (1st) | 33.8% (1st) |
| 2010-03-10 | 19         | 33.5% (1st) | 34.0% (1st) |
| 2010-03-11 | 20         | 32.0% (1st) | 31.5% (1st) |
| 2010-03-17 | 21         | 31.2% (1st) | 30.9% (1st) |
| 2010-03-18 | 22         | 30.4% (1st) | 29.6% (1st) |
| 2010-03-24 | 23         | 32.8% (1st) | 33.2% (1st) |
| 2010-03-25 | 24         | 35.9% (1st) | 36.3% (1st) |
| Trung bình | Trung bình | 31.7%       | 32.0%       |

nguồn: TNS Media Korea
| Năm  | Giải                                 | Thể loại                                                       | Người nhận              | Kết quả   |
| ---- | ------------------------------------ | -------------------------------------------------------------- | ----------------------- | --------- |
| 2010 | 46th Baeksang Arts Awards            | Best Drama                                                     | Săn nô lệ               | Đề cử     |
| 2010 | 46th Baeksang Arts Awards            | Best Actor (TV)                                                | Jang Hyuk               | Đề cử     |
| 2010 | 46th Baeksang Arts Awards            | Best New Director (TV)                                         | Kwak Jung-hwan          | Đề cử     |
| 2010 | 46th Baeksang Arts Awards            | Best Screenplay (TV)                                           | Chun Sung-il            | Đoạt giải |
| 2010 | 5th Seoul International Drama Awards | Best Miniseries                                                | The Slave Hunters       | Đoạt giải |
| 2010 | 5th Seoul International Drama Awards | Outstanding Korean Drama Prize Thể loại: Grand Prize (Daesang) | The Slave Hunters       | Đoạt giải |
| 2010 | 5th Seoul International Drama Awards | Outstanding Korean Drama Prize Thể loại: Best Director         | Kwak Jung-hwan          | Đoạt giải |
| 2010 | 5th Seoul International Drama Awards | Outstanding Korean Drama Prize Thể loại: Best Actor            | Jang Hyuk               | Đoạt giải |
| 2010 | 3rd Korea Drama Awards               | Best Drama                                                     | Săn nô lệ               | Đoạt giải |
| 2010 | 3rd Korea Drama Awards               | Best Actor                                                     | Jang Hyuk               | Đoạt giải |
| 2010 | 3rd Korea Drama Awards               | Best Writer in a Miniseries                                    | Chun Sung-il            | Đoạt giải |
| 2010 | 37th Korea Broadcasting Awards       | Grand Prize (Daesang)                                          | The Slave Hunters       | Đoạt giải |
| 2010 | 37th Korea Broadcasting Awards       | Best Short TV Drama                                            | The Slave Hunters       | Đoạt giải |
| 2010 | 37th Korea Broadcasting Awards       | Best Director                                                  | Kwak Jung-hwan          | Đoạt giải |
| 2010 | 37th Korea Broadcasting Awards       | Best Screenplay                                                | Chun Sung-il            | Đoạt giải |
| 2010 | 23rd Grimae Awards                   | Best Actor                                                     | Jang Hyuk               | Đoạt giải |
| 2010 | KBS Drama Awards                     | Grand Prize (Daesang)                                          | Jang Hyuk               | Đoạt giải |
| 2010 | KBS Drama Awards                     | Top Excellence Award, Actor                                    | Jang Hyuk               | Đề cử     |
| 2010 | KBS Drama Awards                     | Top Excellence Award, Actor                                    | Lee Jong-hyuk           | Đề cử     |
| 2010 | KBS Drama Awards                     | Top Excellence Award, Actor                                    | Kim Kap-soo             | Đoạt giải |
| 2010 | KBS Drama Awards                     | Top Excellence Award, Actress                                  | Lee Da-hae              | Đề cử     |
| 2010 | KBS Drama Awards                     | Excellence Award, Actor in a Mid-length Drama                  | Oh Ji-ho                | Đoạt giải |
| 2010 | KBS Drama Awards                     | Best Supporting Actor                                          | Sung Dong-il            | Đoạt giải |
| 2010 | KBS Drama Awards                     | Best Supporting Actress                                        | Jo Mi-ryung             | Đề cử     |
| 2010 | KBS Drama Awards                     | Best New Actress                                               | Kim Ha-eun              | Đề cử     |
| 2010 | KBS Drama Awards                     | Netizens' Award, Actor                                         | Jang Hyuk               | Đề cử     |
| 2010 | KBS Drama Awards                     | Netizens' Award, Actor                                         | Oh Ji-ho                | Đề cử     |
| 2010 | KBS Drama Awards                     | Netizens' Award, Actress                                       | Lee Da-hae              | Đề cử     |
| 2010 | KBS Drama Awards                     | Best Couple Award                                              | Jang Hyuk và Lee Da-hae | Đoạt giải |
| 2011 | International Emmy Awards            | Best Actor                                                     | Jang Hyuk               | Đề cử     |